# Pelurga subalpina
Pelurga subalpina är en fjärilsart som beskrevs av Inoue 1986. Pelurga subalpina ingår i släktet Pelurga och familjen mätare. Inga underarter finns listade i Catalogue of Life.